# Nesodryas seminigrofrons
Nesodryas seminigrofrons är en insektsart som beskrevs av Frederick Arthur Godfrey Muir 1922. Nesodryas seminigrofrons ingår i släktet Nesodryas och familjen sporrstritar. Inga underarter finns listade i Catalogue of Life.